# ستيفن ماكمانوس
ستيفن ماكمانوس (بالإنجليزية: Stephen McManus)‏ (مواليد 10 سبتمبر 1982 في لانارك) لاعب كرة قدم إسكتلندي دولي يجيد اللعب في خط الدفاع . يلعب حاليا لصالح نادي ميدلزبره الإنجليزي منذ 2010 .

## مسيرته الكروية
لعب ستيفن ماكمانوس خلال مسيرته الاحترافية مع 4 أندية في ثمانية عشر موسمًا وسجل خلالها 25 هدفًا ضمن 373 مباراة. حيث فاز في ثلاثة مواسم بالكأس وفي أربعة مواسم بالدوري.
خاض ستيفن ماكمانوس مسيرته مع نادي سلتيك في موسم 2002–03 ليلعب معه ثمانية مواسم، مشاركًا في 150 مباراة سجل خلالها 17 هدفًا. ثم انتقل إلى نادي ميدلزبره في موسم 2009–10 ليلعب معه أربعة مواسم، حيث شارك في 71 مباراة سجل خلالها هدفين. لينتقل بعدها إلى نادي بريستول سيتي في موسم 2012–13 لمدة موسم واحد، مشاركًا في 17 مباراة سجل خلالها هدفًا واحدًا. ثم انتقل إلى نادي ماذرويل في موسم 2013–14 ليلعب معه أربعة مواسم، مشاركًا في 135 مباراة سجل خلالها 5 أهداف.

## روابط خارجية
- ستيفن ماكمانوس على موقع الاتحاد الأوربي (الإنجليزية)
- ستيفن ماكمانوس على موقع الاتحاد الإسكتلندي (الإنجليزية)
- ستيفن ماكمانوس على موقع قاعدة بيانات كرة القدم.إي يو (الإنجليزية)
- ستيفن ماكمانوس على موقع ناشيونال فوتبول تيمز (الإنجليزية)
- ستيفن ماكمانوس على موقع Soccerbase.com (لاعب) (الإنجليزية)
- ستيفن ماكمانوس على موقع Soccerway.com (الإنجليزية)
- ستيفن ماكمانوس على موقع عالم كرة القدم.نت (الإنجليزية)
- ستيفن ماكمانوس على موقع كووورة